# Luca Van Boven
Luca Van Boven (Zottegem, 6 januari 2000) is een Belgische wielrenner die anno 2025 rijdt voor Intermarché-Wanty.

## Carrière
Van Boven reed in de jeugd voor een lokale club, en vanaf 2019 voor het GM Recycling Team. In 2021 ging hij rijden voor de opleidingsploeg van Lotto-Dstny. Hij won in 2021 bij de beloften de Grand Prix des Marbriers. In 2022 won hij Trofeo Città di Meldola, en de Omloop Het Nieuwsblad voor beloften.
In 2023 ging hij van start als prof bij Bingoal WB.

## Overwinningen
2021 (U23)
Grand Prix des Marbriers
2022 (U23)
Trofeo Città di Meldola
Omloop Het Nieuwsblad voor beloften

## Resultaten in voornaamste wedstrijden
| Jaar | Ronde van Italië | Ronde van Frankrijk | Ronde van Spanje |
| ---- | ---------------- | ------------------- | ---------------- |
| 2023 |                  |                     |                  |
| 2024 |                  |                     |                  |
| 2025 |                  |                     |                  |

| Jaar | Milaan-San Remo | Gent-Wevelgem | Ronde van Vlaanderen | Amstel Gold Race | Luik-Bast.‑Luik | Waalse Pijl | Parijs-Tours |
| ---- | --------------- | ------------- | -------------------- | ---------------- | --------------- | ----------- | ------------ |
| 2023 |                 | opgave        | 89e                  |                  | 103e            | 66e         | 16e          |
| 2024 |                 |               | 55e                  |                  | 80e             | 28e         |              |
| 2025 | 53e             |               |                      | 74e              |                 | opgave      |              |

## Ploegen
- 2021 −  Lotto Dstny Development Team
- 2022 −  Lotto Dstny Development Team
- 2023 −  Bingoal WB
- 2024 –  Bingoal WB
- 2025 –  Intermarché-Wanty

Blouwe · De Maeght · De Tier · Desal · Guerin · Lauk · Malucelli · Meens · Mertens · Mertz · Peyskens · Robeet · Salby · Teugels · Tizza · Van Boven · Van der Beken · Van Keirsbulck · Van Rooy · Vandepitte · Matthys (stagiair) · Persico (stagiair)
Blouwe · De Meester · De Tier · Desal · Matthys · Meens · Mertens (tot 31/5) · Persico · Peyskens · Portsmouth · Salby · Teugels · Tizza · Van Boven · Van der Beken · Van Rooy · Vandepitte · Vermoote · Villa · Vliegen · Weemaes · Van Petegem (stagiair)